# Számosz
Számosz (görög írással Σάμος) sziget az Égei-tenger keleti részén, Görögország területén, közel a török szárazföldhöz.
A szigeten született Püthagorasz, a híres filozófus és matematikus a Kr. e. 6. század elején, valamint Szamoszi Arisztarkhosz, a heliocentrikus világkép első megfogalmazója.

## Földrajz
A sziget az Észak-Égei-szigetek egyike Kis-Ázsia partjai előtt. 43 km hosszú és 5–20 km széles. Területe 477 km², lakossága 33 000 fő (2011), népsűrűsége 69 fő/km². Törökország partjaitól az 1,6 – 5 km széles Mükalé-szoros választja el.
Számosz jórészt hegyvidékes, de a hegyek között termékeny völgyekben szőlőültetvények, füge- és olajfaligetek húzódnak.

## Történelem
A szigetet már a Kr. e. III. évezredben lakták. A Kr. e. II. évezredben a déli partszakaszon károk és lelegek éltek. Kr. e. 1000 körül a görög szárazföldről iónok vándoroltak be, akik Héra-szentélyt alapítottak itt.
Kr. e. 700 táján Számosz - amely időközben tengeri nagyhatalommá vált - több kereskedelmi gyarmatot alapított. Athén felemelkedése előtt jelentős szerepet játszott a ión poliszok között. Hatalmának csúcspontját Polükratész türannisza idején érte el politikai, gazdasági és kulturális téren egyaránt. Ekkor létesítették a híres eupalinoszi föld alatti vízvezetéket, továbbá a kikötői gátat és a Heraiont.
Számosz kezdetben ellenállt a perzsa támadásoknak, majd a fennhatóságuk alá került. Kr. e. 479-ben a perzsa hadsereg szétverése után szabadultak fel. Kr. e. 477-ben más ión városokkal együtt csatlakozott az Attikai Szövetséghez, ellenszegült azonban Athén politikai követeléseinek, ezért Kr. e. 439-ben Periklész vezetésével megostromolták a szigetet és elfoglalták: demokratikus hatalom jött létre.
A peloponnészoszi háború vége felé Spárta elfoglalta a szigetet, de az athéniak Kr. e. 365-ben visszahódították. Egy rövid ideig önálló volt, majd Kr. e. 280 és Kr. e. 197 között a Ptolemaidák és a makedónok uralták a szigetet. Ezután a pergamoni király fennhatósága alá került, majd a Római Birodalom része lett.
A középkorban a sziget először a bizánci, majd frank, végül velencei befolyás alá került. 1453-tól a törökök uralták, minek következtében a lakosság nagy része elvándorolt.
A görög szabadságharc után 1830-ban Számoszt a törököknek ítélték, de a Görögországhoz való csatlakozásáig (1912) önálló hercegségként működött.

## Képek

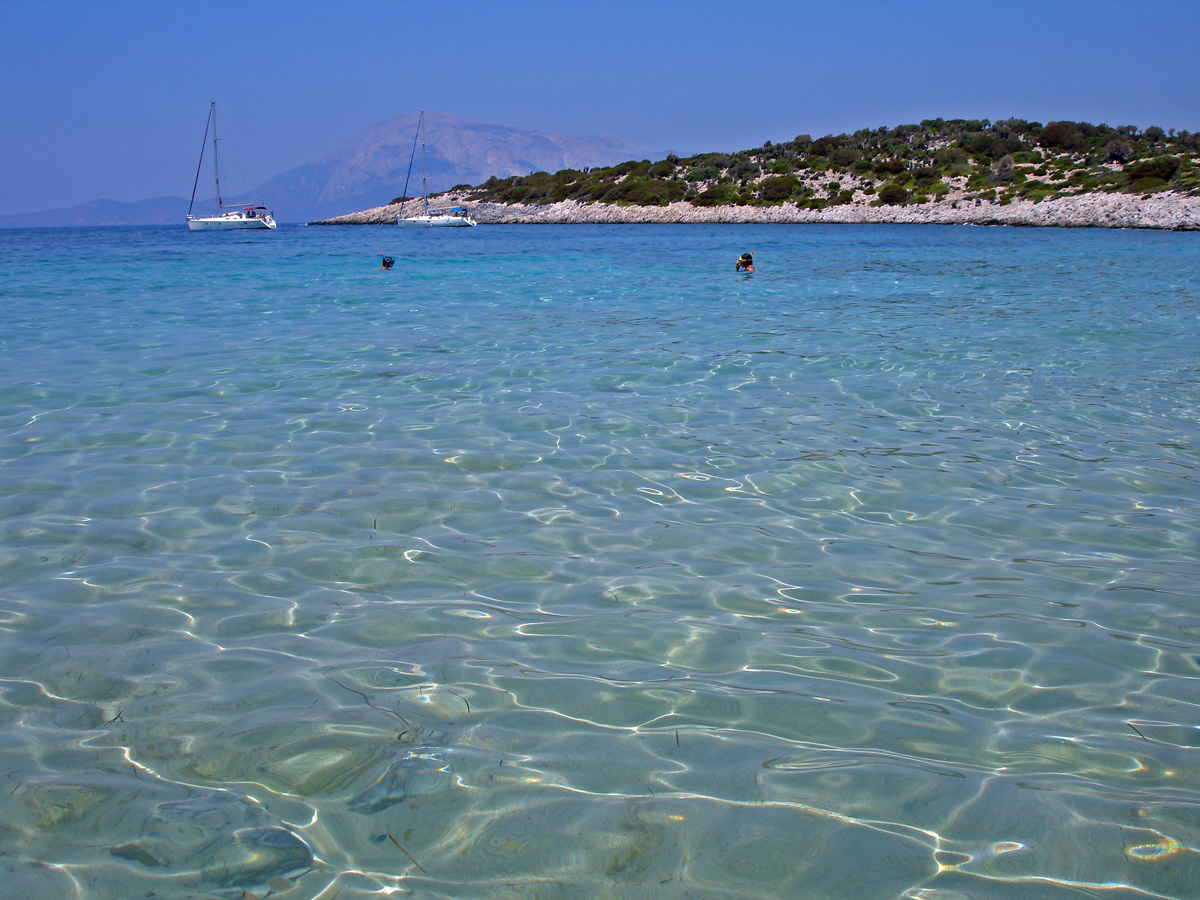
Psalida
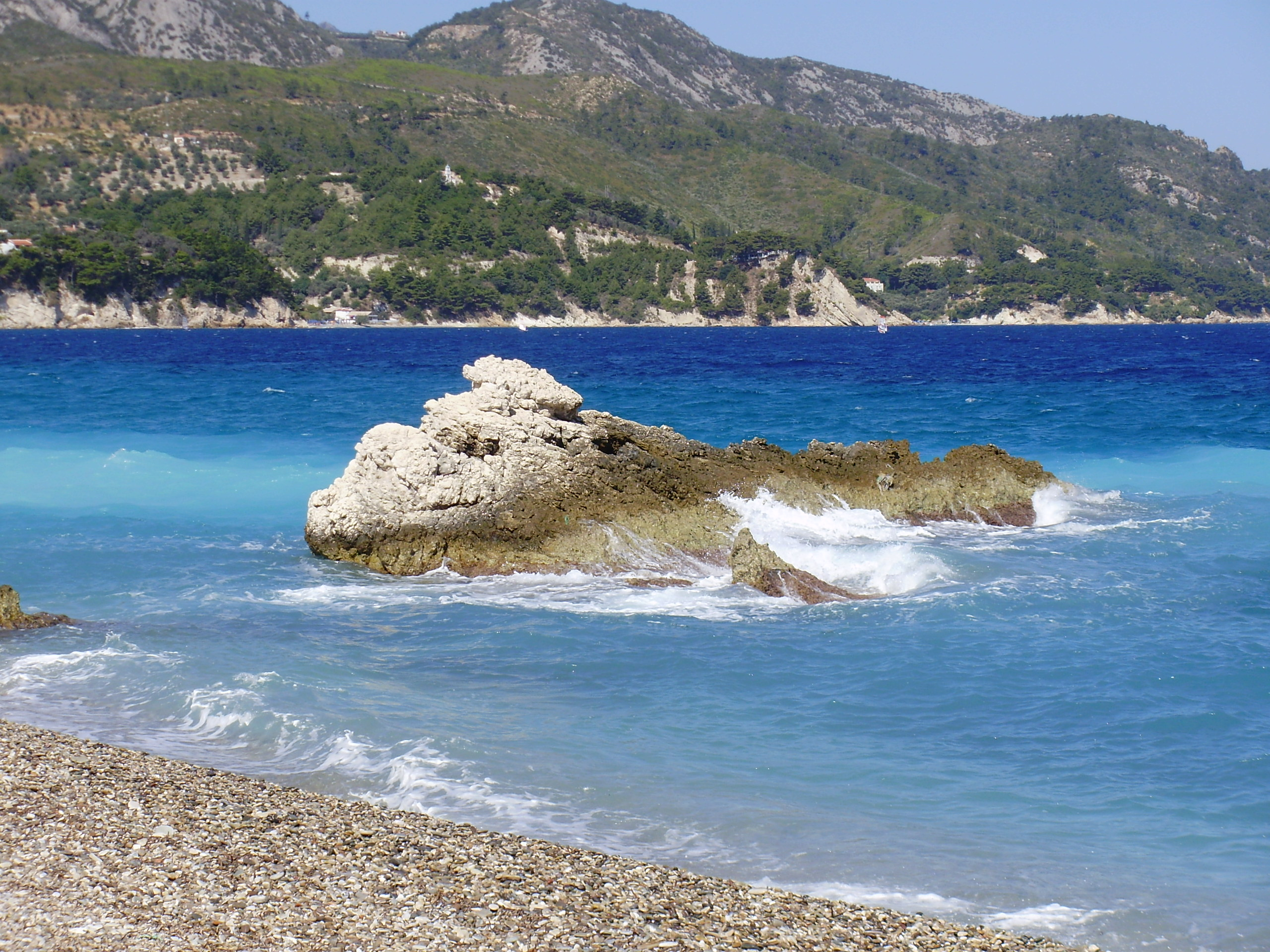
Kokkari
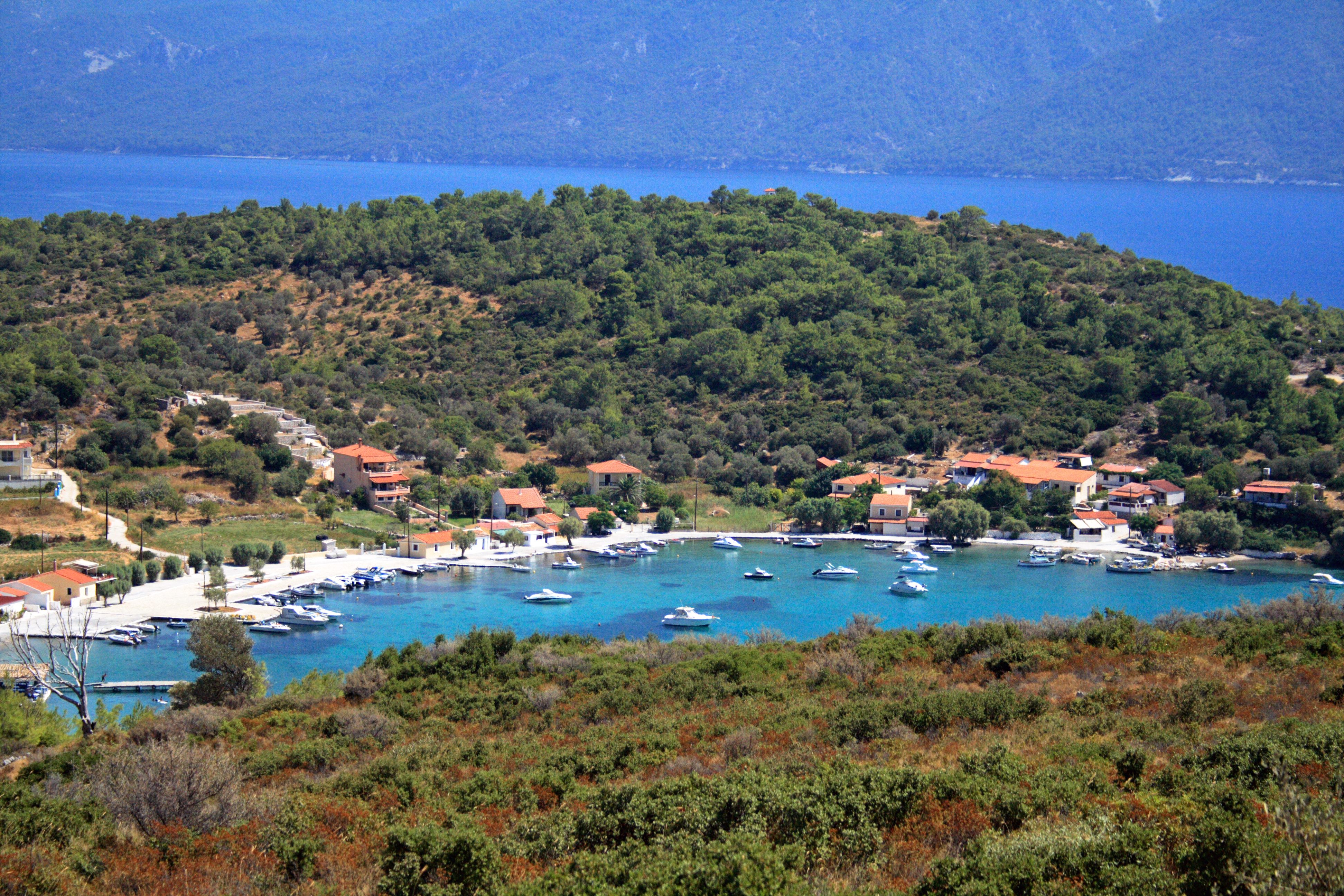
Poseidonio

## Fordítás
Ez a szócikk részben vagy egészben  a   Samos című angol Wikipédia-szócikk fordításán alapul.  Az eredeti cikk szerkesztőit annak laptörténete sorolja fel. Ez a jelzés csupán a megfogalmazás eredetét és a szerzői jogokat jelzi, nem szolgál a cikkben szereplő információk forrásmegjelöléseként.